# Stephen Elliott (futbolista)
Stephen Elliott (Dublín, Irlanda, 6 de enero de 1984), futbolista irlandés. Juega de delantero y su actual equipo es el Morpeth Town de la Northern Football League de Inglaterra.

## Selección nacional
Ha sido internacional con la Selección de fútbol de Irlanda, ha jugado 9 partidos internacionales y ha anotado 1 gol.

### Participaciones en Copas del Mundo
| Mundial                                | Sede                   | Resultado    |
| -------------------------------------- | ---------------------- | ------------ |
| Copa Mundial de Fútbol Juvenil de 2003 | Emiratos Árabes Unidos | 8.º de final |

## Clubes
| Club                    | País       | Año           |
| ----------------------- | ---------- | ------------- |
| Manchester City         | Inglaterra | 2004          |
| Sunderland AFC          | Inglaterra | 2004-2007     |
| Wolverhampton Wanderers | Inglaterra | 2007-2008     |
| Preston North End       | Inglaterra | 2008-2010     |
| Norwich City (cesión)   | Inglaterra | 2010          |
| Heart of Midlothian FC  | Escocia    | 2010-2012     |
| Coventry City           | Inglaterra | 2012-2014     |
| Carlisle United         | Inglaterra | 2014-2015     |
| Shelbourne              | Irlanda    | 2016          |
| Drogheda United         | Irlanda    | 2017          |
| Morpeth Town            | Inglaterra | 2017-presente |

## Palmarés

### Campeonatos nacionales
| Título                       | Club                | País       | Año  |
| ---------------------------- | ------------------- | ---------- | ---- |
| Football League Championship | Sunderland AFC      | Inglaterra | 2005 |
| Football League Championship | Sunderland AFC      | Inglaterra | 2007 |
| Football League One          | Norwich City        | Inglaterra | 2010 |
| Copa de Escocia              | Heart of Midlothian | Escocia    | 2012 |